# Friedhofsrecht
Das Friedhofs- und Bestattungsrecht umfasst in Deutschland die gesetzlichen Regelungen zu Fragen der Bestattung und der Nutzung von Friedhöfen einschließlich der Bestimmungen zum Bestattergewerbe, der Totenfürsorge, der Verkehrssicherungspflicht auf Friedhöfen und des strafrechtlichen Schutzes von Bestattungsfeiern und der Totenruhe (§ 167a, § 168 StGB).

## Gesetzgebungszuständigkeit

### Bund
Die konkurrierende Gesetzgebung erstreckt sich gem. Art. 74 Abs. 1 Nr. 10 GG auf die Kriegsgräber und Gräber anderer Opfer des Krieges und Opfer von Gewaltherrschaft. Von dieser Zuständigkeit hat der Bund mit dem Gesetz über die Erhaltung der Gräber der Opfer von Krieg und Gewaltherrschaft von 1952 Gebrauch gemacht.
Im Übrigen haben die Länder das Recht der Gesetzgebung (Art. 70 GG).

### Länder
Bestattungspflicht und Friedhofszwang sind in den einzelnen Bundesländern durch Landesgesetz geregelt. Die Bestattungsgesetze bestimmen im Interesse der öffentlichen Sicherheit und Ordnung beispielsweise die Notwendigkeit einer Leichenschau, das Ausstellen von Todesbescheinigungen, die Aufbewahrung und Beförderung von Leichen sowie die zulässigen Friedhofsträger. Die Gemeinden werden zum Erlass von Benutzungs- und Gebührensatzungen ermächtigt.

### Gemeinden

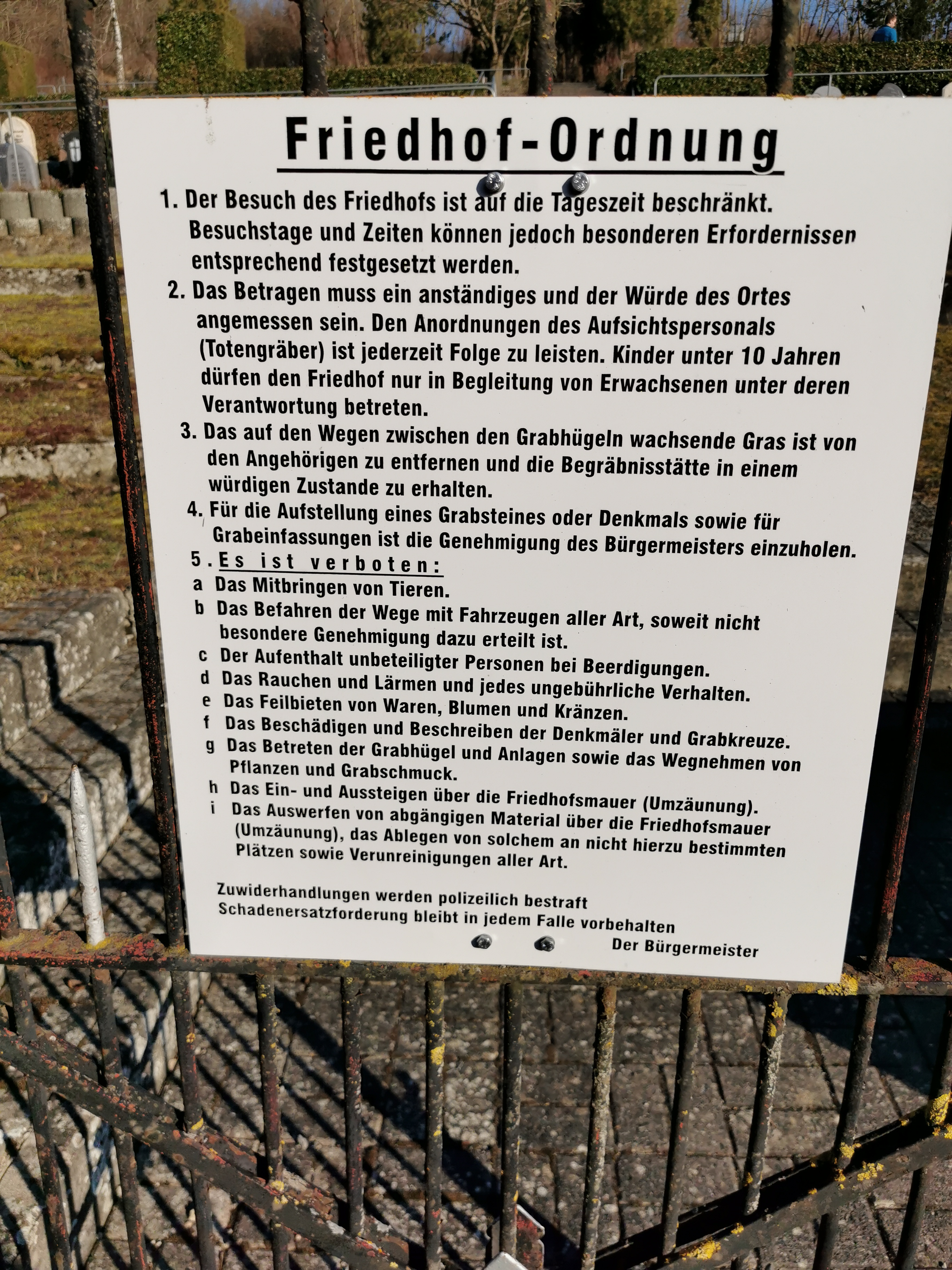
Friedhofsordnung im Stadtteil Dittwar/Tauberbischofsheim.

Die Gemeinden regeln die Benutzung ihrer öffentlichen Einrichtungen, zu denen auch Friedhöfe gehören, durch Satzung. Diese enthalten außer Bestimmungen über die Widmung und Entwidmung der Friedhofsfläche etwa die Öffnungszeiten des Friedhofs, die Benutzung der Leichenhalle, Vorschriften über die Gestaltung der Grabstellen und ihre Pflege sowie das würdige Verhalten von Friedhofsbesuchern. Der Kreis der Nutzungsberechtigten beschränkt sich in der Regel auf die verstorbenen Einwohner der betreffenden Gemeinde. Die Benutzungsgebühren können in gesonderten Satzungen geregelt werden und variieren zumeist nach der Art der Grabstätte.

## Kirchliche Friedhofsträger
Die Religionsgemeinschaften haben als Träger von Friedhöfen in Kirchengesetzen und Satzungen Grundsätze über die Bestattung normiert und neben den kommunalen Satzungen entsprechende Detailregelungen getroffen. Die katholische Kirche hat im Codex Iuris Canonici (CIC) aus dem Jahre 1983 Regelungen über das kirchliche Begräbnis getroffen. Die evangelischen Kirchen verfügen demgegenüber nicht über ein einheitliches Kirchen- und Bestattungsrecht. Die Landeskirchen haben die Bestattung vielmehr in eigenen Ordnungen geregelt.